# Îles Salomon aux Jeux paralympiques d'été de 2024
Les Îles Salomon participent aux Jeux paralympiques d'été de 2024 à Paris, en France du 28 août au 8 septembre 2024. Il s'agit de sa 2e participation à des Jeux paralympiques d'été.
Le pays devait participer aux Jeux de Tokyo avec un volontaire qui avait représenté le pays lors de la parade des nations à la cérémonie d'ouverture mais la Pandémie de Covid-19 avait obligé le comité a déclaré forfait.

## Nombre d’athlètes qualifiés par sport
Voici la liste des qualifiés et sélectionnés par sport :
| Sport      | Hommes | Femmes | Total |
| ---------- | ------ | ------ | ----- |
| Athlétisme | 1      | 0      | 1     |
| Taekwondo  | 2      | 1      | 3     |
| Total      | 2      | 1      | 3     |

### Athlétisme
| Athlètes        | Épreuve               | Finale      | Finale |
| Athlètes        | Épreuve               | Performance | Rang   |
| --------------- | --------------------- | ----------- | ------ |
| Cosmol Maefolia | Lancer du javelot F38 | m           | e      |

### Taekwondo
| Athlète            | Catégorie | Huitième de finale  | Quart de finale     | Repêchage 1         | Repêchage 2         | Demi-finale         | Match pour la médaille de bronze | Finale              | Rang |
| Athlète            | Catégorie | Adversaire Résultat | Adversaire Résultat | Adversaire Résultat | Adversaire Résultat | Adversaire Résultat | Adversaire Résultat              | Adversaire Résultat | Rang |
| ------------------ | --------- | ------------------- | ------------------- | ------------------- | ------------------- | ------------------- | -------------------------------- | ------------------- | ---- |
| Solomon Jagiri     | K44 -63kg |                     |                     |                     |                     |                     |                                  |                     |      |
| James Ingram Gegeu | K44 +80kg |                     |                     |                     |                     |                     |                                  |                     |      |

| Athlète         | Catégorie | Huitième de finale  | Quart de finale     | Repêchage 1         | Repêchage 2         | Demi-finale         | Match pour la médaille de bronze | Finale              | Rang |
| Athlète         | Catégorie | Adversaire Résultat | Adversaire Résultat | Adversaire Résultat | Adversaire Résultat | Adversaire Résultat | Adversaire Résultat              | Adversaire Résultat | Rang |
| --------------- | --------- | ------------------- | ------------------- | ------------------- | ------------------- | ------------------- | -------------------------------- | ------------------- | ---- |
| Junita Tonowane | K44 -65kg |                     |                     |                     |                     |                     |                                  |                     |      |